# Dominique Champluvier
Dominique Champluvier (1953 ) es una botánica belga. Trabaja como investigadora en el "Dto. de Biología", del Jardín Botánico Nacional de Bélgica. Desarrolla sistemática, florística, y ecología de África, Bélgica, Francia, cartas de vegetación, y estudios de campo

## Algunas publicaciones
- dominique Champluvier. 2005. Duosperma clarae (Acanthaceae), a New Species from Katanga (D.R. Congo): The Second Record of Orbicules within the Family. Systematics and Geography of Plants 75 ( 1): 51-60

- ----------------------------------, ingrid Parmentier, ludovic Ngok, jean Lejoly. 2003. New Taxa in Acanthaceae from Inselbergs and Rainforest in Equatorial Guinea and Gabon. Systematics and Geography of Plants 73 ( 2): 209-214

- ----------------------------------. 2002. A New and an Unrecognized Species of Justicia (Acanthaceae, Justiciineae) from Kwango and Katanga (R.D. Congo). Systematics and Geography of Plants 72 ( 1/2): 231-235

- ----------------------------------. 2000. A New Species of Rungia (Acanthaceae) from Cameroon. Systematics and Geography of Plants 70 ( 1): 137-140

### Libros
- dominique Champluvier, andré Fraiture, serge Rouxhet. 2003. Contribution à l'étude des prairies semi-naturelles de l'Ouest de la Gaume (Lorraine Belge) en rapport avec l'écologie du rare et méconnu "Ranunculus serpens" Subsp. "Polyanthemoides". Volumen 174 de Lejeunia: Nouvelle série. Editor	Lejeunia, 14 pp.

- La abreviatura «Champl.» se emplea para indicar a Dominique Champluvier como autoridad en la descripción y clasificación científica de los vegetales.[3]